# Catégorie discrète
En théorie des catégories, une branche des mathématiques, une catégorie discrète est une catégorie dont les seuls morphismes sont les identités :
- homC(X, X) = {idX} pour tout objet X ;
- homC(X, Y) = ∅ pour tous objets X ≠ Y.

L'existence des identités étant imposée par la définition de catégorie, on peut reformuler ce qui précède par une condition sur la cardinalité des ensembles de morphismes : 
- | hom C ( X, Y ) | vaut 1 lorsque X = Y et 0 lorsque X ≠Y .

Autrement dit, le nombre de morphismes de chaque ensembles de morphismes est minimal.
Certains auteurs adoptent une définition plus faible d'une catégorie discrète : une catégorie est dite discrète lorsqu'elle est équivalente à une catégorie vérifiant les axiomes énoncés ci-dessus.

## Propriétés
- Toute classe  peut être considérée comme une catégorie discrète en lui ajoutant les identités[2].
- Toute sous-catégorie d'une catégorie discrète est discrète.
- Une catégorie est discrète si et seulement si toutes ses sous-catégories sont pleines.
- Le produit d'une famille d'objets est défini par la limite d'un foncteur d'une catégorie discrète dans une catégorie quelconque.
- De manière duale, la somme d'une famille d'objets est la colimite d'un foncteur d'une catégorie discrète dans une catégorie quelconque.